# Брахидактилија тип Д
Брахидактилија типа Д, позната и као кратак палац или палац и нетачно названа шиљасти палац, је стање које се клинички препознаје по томе што је палац релативно кратак и округао са пратећим ширим ноктом. Дистална фаланга захваћених палчева је приближно две трећине дужине палчева пуне дужине. То је врста брахидактилије, или краткоће прстију, и повезана је са HOXD13 геном.

## Генетика
Генетска особина, брахидактилија тип Д, показује аутозомну доминацију и обично се развија или наслеђује независно од других наследних особина. Стање је повезано са геном HOXD13, који је централни у формирању и расту. Разне друге студије су подржале аутозомно доминантни образац са смањеном пенетрацијом.